# Harald Berg
Pour les articles homonymes, voir Berg.
Harald Berg, né le 9 novembre 1941 à Bodø (Norvège), est un footballeur norvégien, qui évoluait au poste de milieu de terrain au FK Bodø/Glimt et en équipe de Norvège.
Berg a marqué douze buts lors de ses quarante-trois sélections avec l'équipe de Norvège entre 1964 et 1974. 

## Carrière
- 1958-1964 : FK Bodø/Glimt
- 1965-1970 : FK Lyn
- 1971-1974 : ADO La Haye
- 1974-1981 : FK Bodø/Glimt

## Palmarès

### En équipe nationale
- 43 sélections et 12 buts avec l'équipe de Norvège entre 1964 et 1974.

### Avec le FK Lyn
- Vainqueur du Championnat de Norvège de football en 1968.
- Vainqueur de la Coupe de Norvège de football en 1967, 1968 et 1975.

## Vie personnelle
Harald Berg fait partie d'une famille de footballeurs. En effet, ses fils Ørjan Berg et Runar Berg ont tous les deux été internationaux norvégiens et ont joué pour le FK Bodø/Glimt durant une grande partie de leur carrière. Enfin, son petit-fils Patrick Berg est également footballeur et représente la Norvège, évoluant au RC Lens.